# يان كوستر
يان كوستر (بالهولندية: Jan Koster)‏ هو أستاذ جامعي هولندي، ولد في 8 يوليو 1945 في دلفت في هولندا.